# Pepřovec

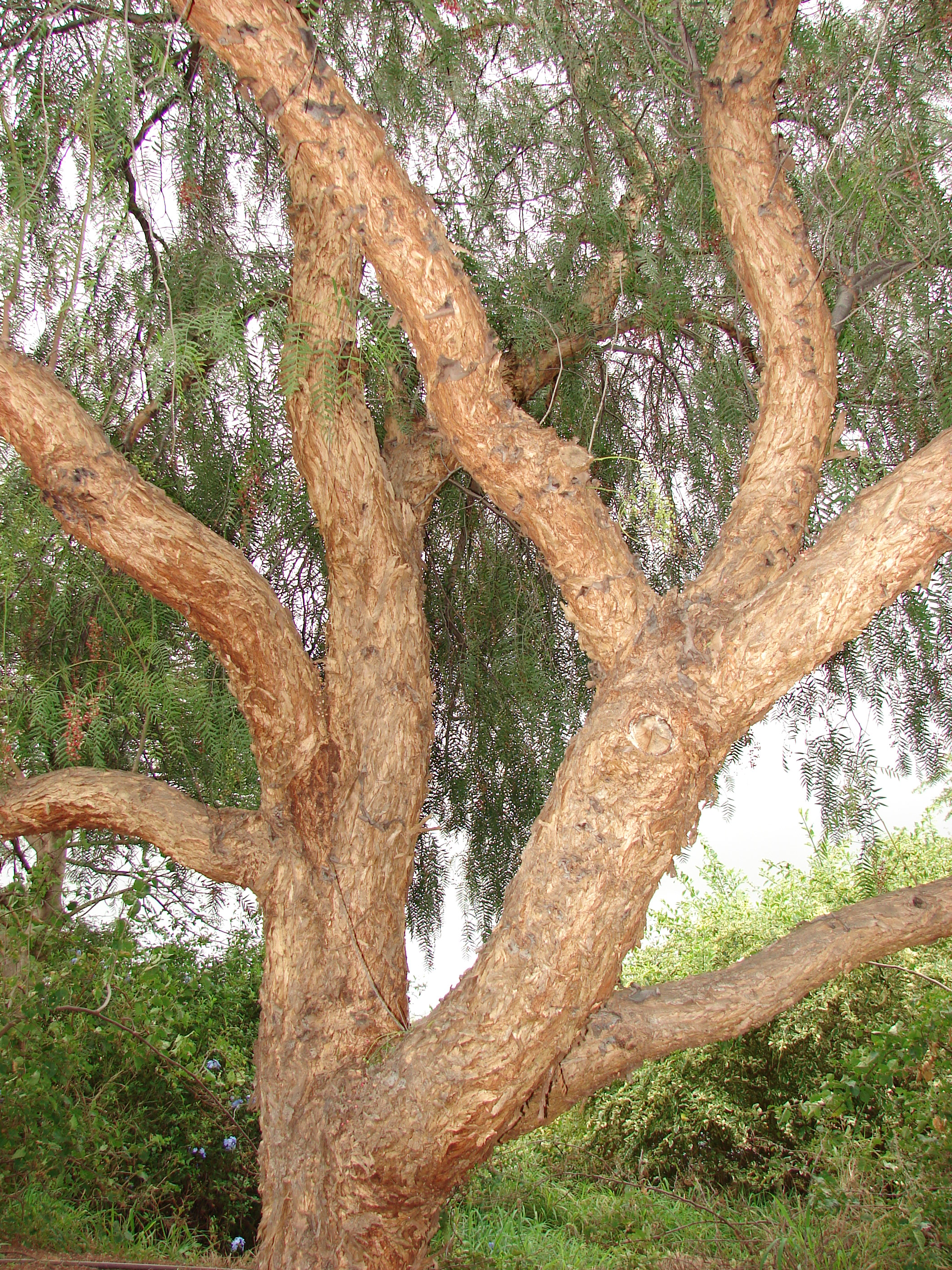
Kmen pepřovce peruánského

Pepřovec (Schinus) je rod rostlin z čeledi ledvinovníkovité. Jsou to keře a stromy se střídavými jednoduchými nebo zpeřenými listy a drobnými, většinou pětičetnými květy v bohatých latovitých květenstvích. Plodem je drobná peckovice. Rod zahrnuje asi 30 druhů a pochází výhradně z Jižní Ameriky. Některé druhy zdomácněly ve Střední a Severní Americe i na jiných kontinentech. Nejznámějším druhem je pepřovec peruánský, poskytující koření růžový pepř a pěstovaný v teplejších oblastech světa včetně Středomoří jako okrasná dřevina. Podobné využití má i pepřovec brazilský. Pepřovce jsou jedovaté a při požití mohou způsobit u citlivých jedinců podráždění trávicího traktu.

## Popis
Pepřovce jsou dvoudomé nebo polygamní, stálezelené nebo opadavé keře a stromy. Listy jsou střídavé, jednoduché nebo lichozpeřené, složené z typicky téměř nebo zcela přisedlých lístků. Lístky jsou nezřídka zejména při vrcholu jemně zoubkaté. Hlavní vřeteno složeného listu je často křídlaté podobně jako např. u rodu Weinmannia nebo u některých řečíků. Listy při rozemnutí ostře voní. Některé druhy mají na větvích kolcové trny. Květy jsou drobné, většinou funkčně jednopohlavné, uspořádané v bohatých úžlabních nebo vrcholových latách nebo klasovitých pseudohroznech. Výjimečně jsou květenství redukovaná na několik svazečků. Stopky květů jsou článkované. Kalich a koruna jsou většinou pětičetné, řidčeji čtyřčetné. V samčích květech je 10 (8) tyčinek, dosahujících téměř délky korunních lístků. Samičí květy obsahují redukované tyčinky a semeník obsahující jednu komůrku s jediným vajíčkem. Čnělky jsou zpravidla 3, řidčeji jen jedna. Plodem je drobná, kulovitá, většinou červená nebo fialová až téměř černá peckovice s kožovitou nebo tvrdou peckou a zploštělým semenem.

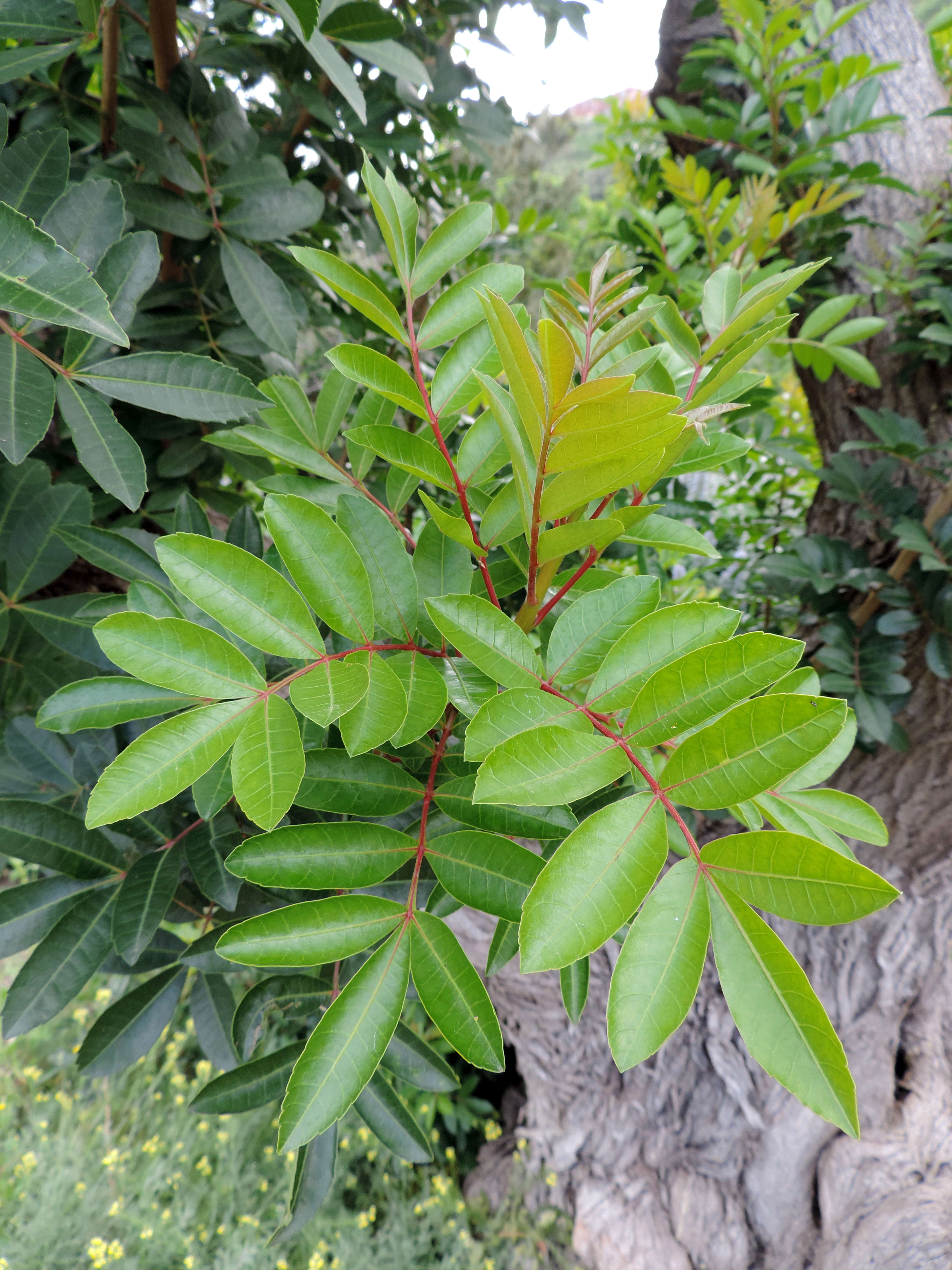
Listy pepřovce brazilského
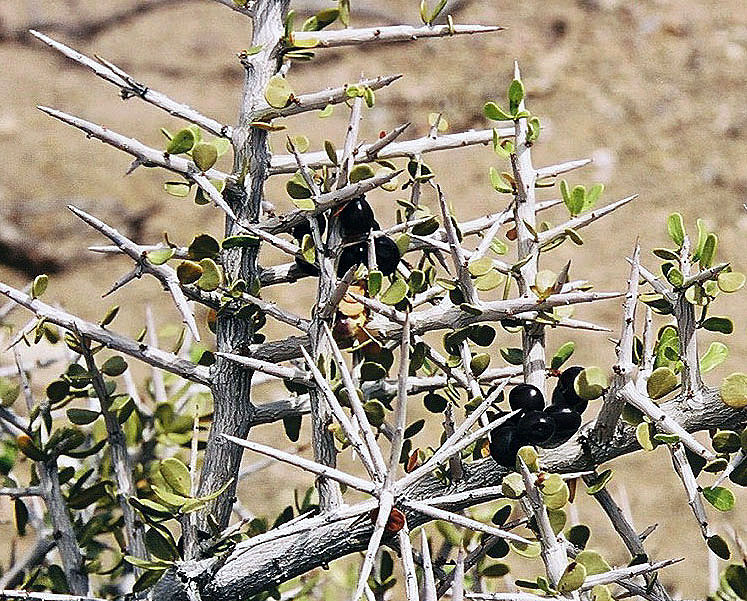
S. johnstonii s jednoduchými listy a kolcovými trny
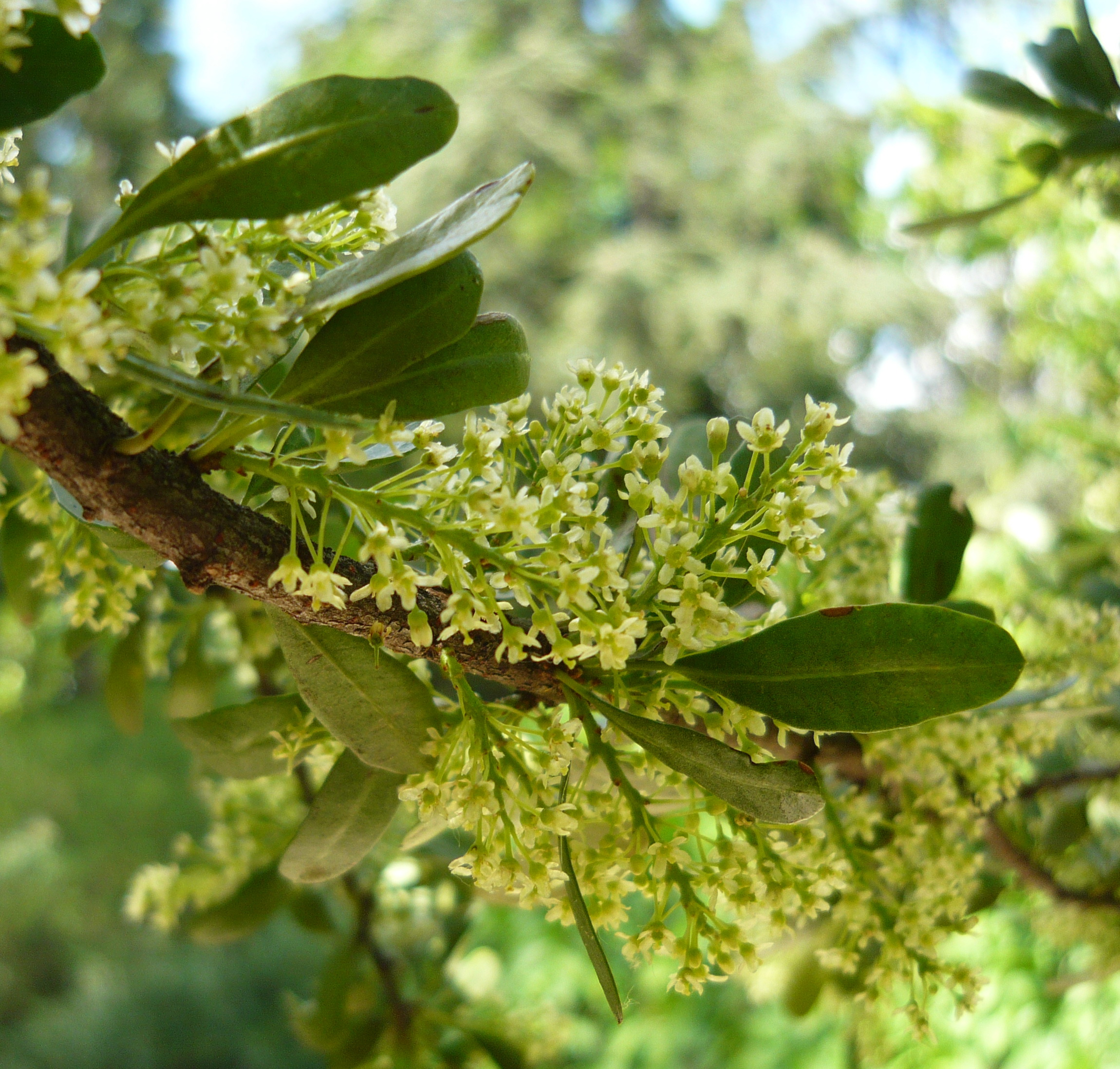
Květenství S. polygamus
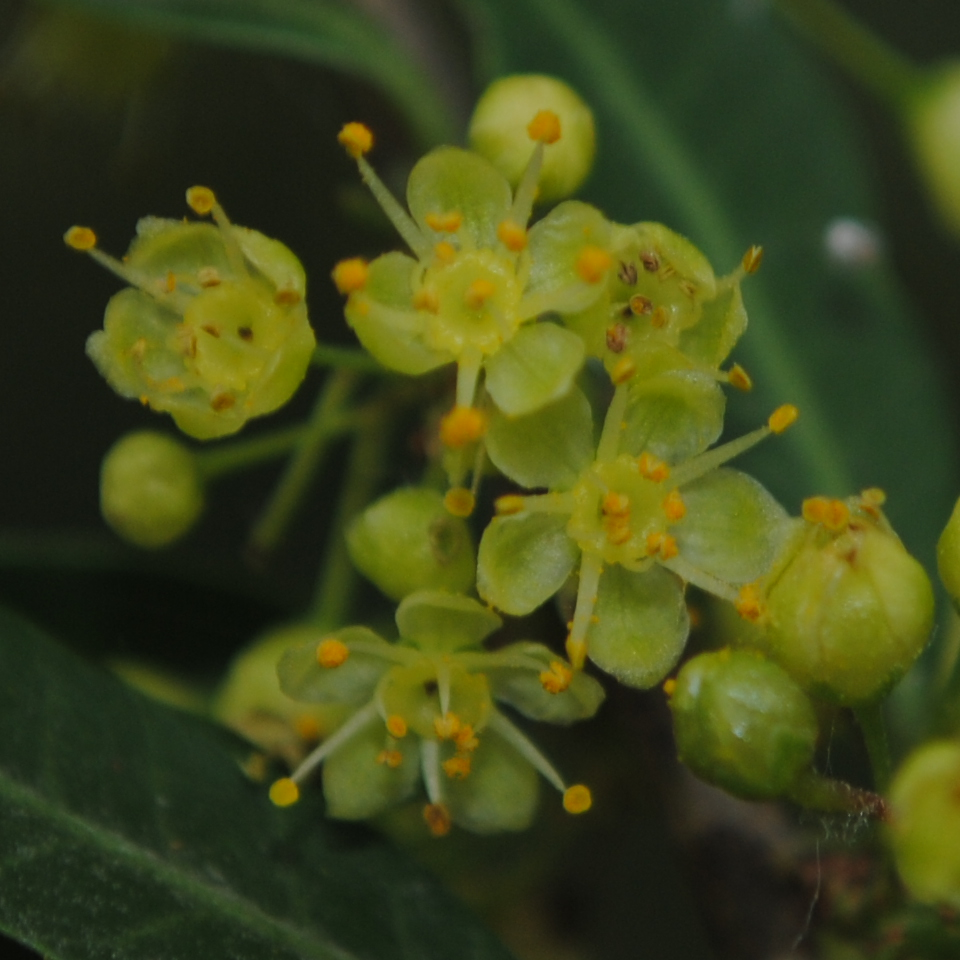
Květy pepřovce Schinus longifolius
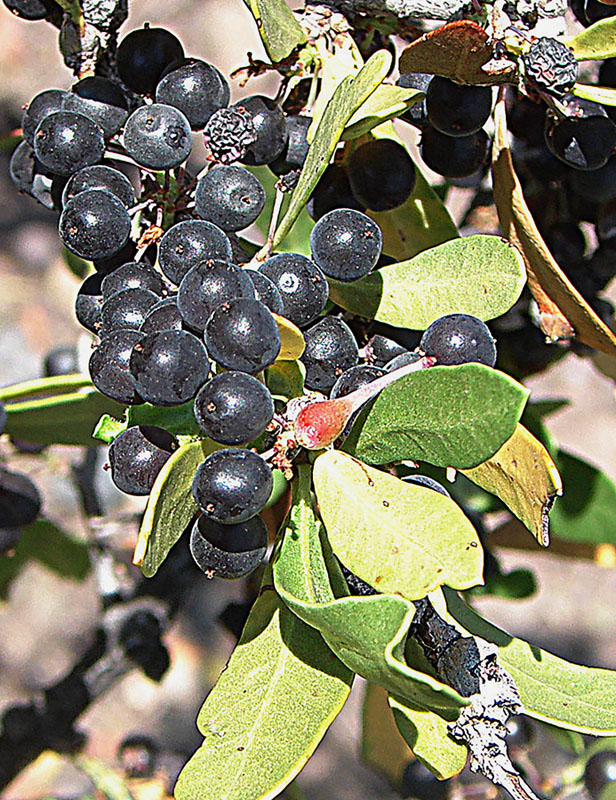
Plody S. polygamus
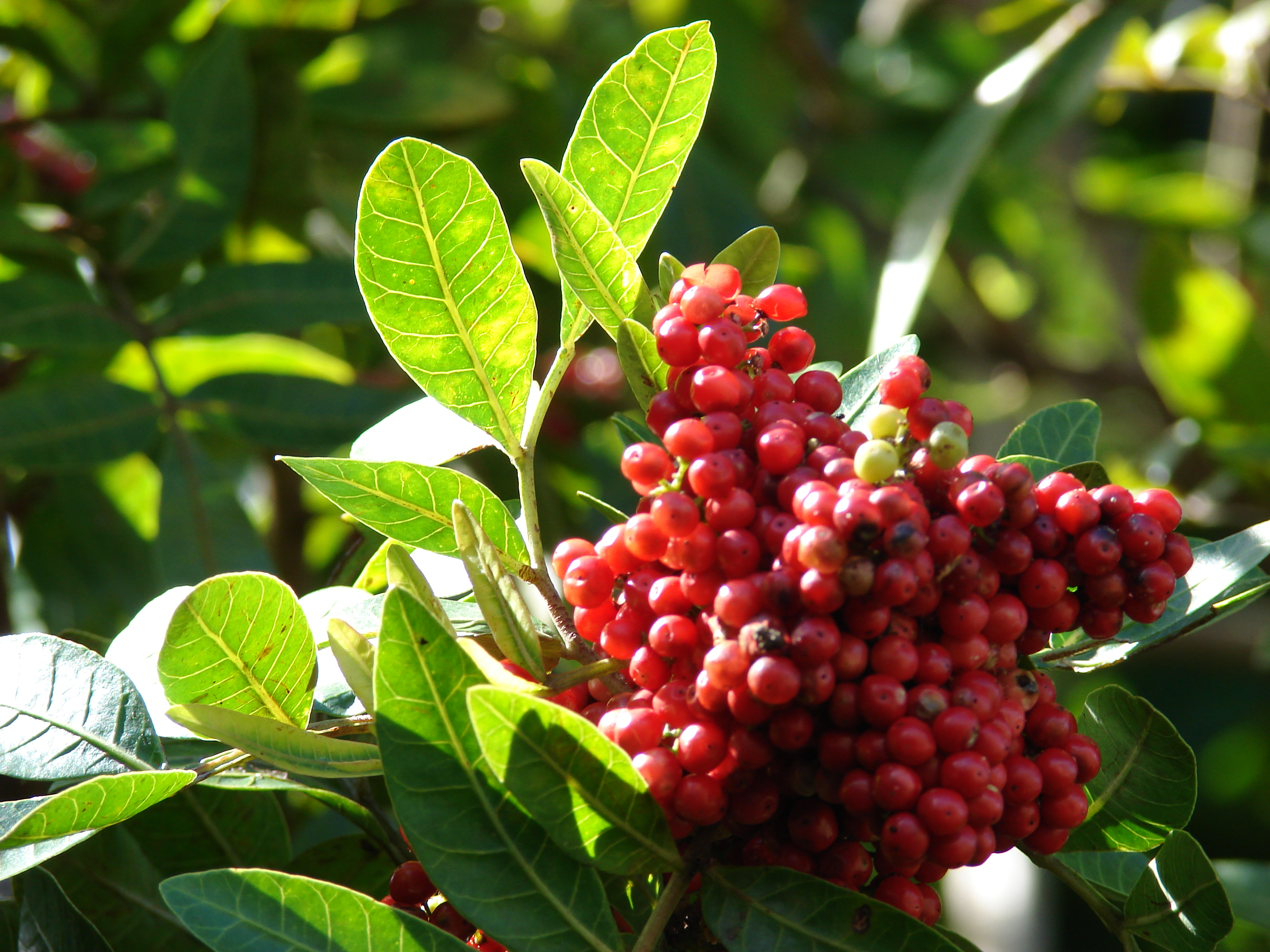
Plody pepřovce brazilského

## Rozšíření
Rod pepřovec zahrnuje asi 30 druhů. Je rozšířen v Jižní Americe od Ekvádoru po Patagonii. Většina druhů roste v jižní polovině kontinentu. V Amazonii se nevyskytují. Pepřovec peruánský pochází z východních svahů jihoamerických And v oblasti Peru, Bolívie a Argentiny. Pepřovec brazilský je domácí v sušších oblastech Brazílie, Argentiny a Paraguay, kde roste zejména na narušených místech. Oba druhy zdomácněly i na jiných kontinentech.
Druh Schinus microphylla tvoří součást polylepisového lesa ve vysokých polohách bolivijských And.

## Ekologické interakce
Květy pepřovců jsou opylovány rozličným hmyzem. Květy pepřovce brazilského navštěvují zejména různé vosy. Semena jsou rozšiřována ptáky a různými zvířaty.

## Invazivita
Pepřovec peruánský i pepřovec brazilský jsou v některých částech světa (např. v Kalifornii nebo v Jižní Africe) hodnoceny jako invazní druhy. K jejich biologické kontrole jsou využívány některé druhy drobných můr, jejichž housenky spásají listy (zejména Crasimorpha infuscata a Episimus unguiculus), případně zrnokazovití brouci vyžírající semena (Lithraeus atronotatus). V Kalifornii je pepřovec peruánský velmi nevítaný, neboť je hostitelem závažného škůdce citrusů, puklice Saissetia oleae. Na Floridě náleží pepřovec brazilský mezi nejhorší invazní rostliny a jeho pěstování je zakázáno.

## Obsahové látky a jedovatost
Pepřovce obsahují zejména monoterpeny, triterpeny a deriváty fenolu a katecholu. Mají podobný charakter jako látky obsažené v jedovatci (Toxicodendron).
Plody pepřovce peruánského i pepřovce brazilského jsou pro člověka jedovaté a vyznačují se dráždivým účinkem na trávicí systém. U citlivých osob nebo ve větším množství mohou způsobit nevolnost, zvracení nebo průjem. Rovněž kontakt s rostlinou může způsobit dermatitidu. Pyl a prach vznikající při zpracování dřeva pepřovce může způsobit alergickou reakci, dýchací potíže nebo i poškození kůže. Jsou známy případy těžké koliky u koní a úmrtí ptáků po požití pepřovce brazilského. Případy podráždění trávicího traktu byly při běžném kulinářském použití plodů zaznamenány zřídka.

## Zástupci
- pepřovec brazilský (Schinus terebinthifolius)
- pepřovec peruánský (Schinus molle), syn. pepřovec obecný[17][18]

## Význam

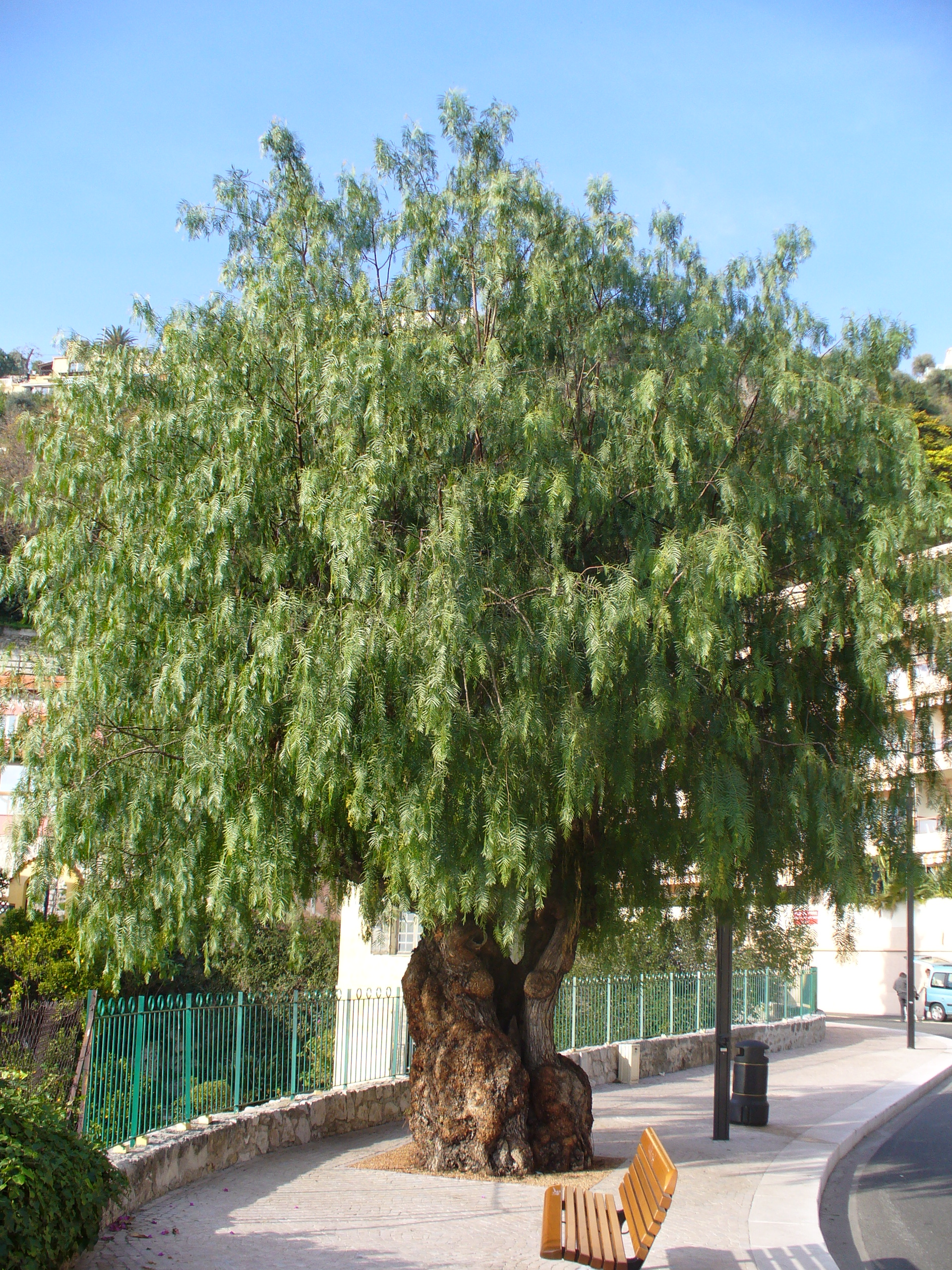
Pepřovec peruánský jako okrasná dřevina

Pepřovec peruánský je pěstován v tropech, subtropech a teplých oblastech mírného pásu (Středomoří, Střední Amerika, Mexiko, jižní oblasti USA aj.) jako okrasný, stínící a pouliční strom s velkou estetickou hodnotou. Vysazuje se také do větrolamů a k zabránění erozi. Řidčeji se pěstují i jiné druhy, zejména pepřovec brazilský, S. polygamus a S. areira.
Sušené plody pepřovce peruánského a v menší míře i pepřovce brazilského se používají jako koření a jsou prodávány pod názvem růžový pepř. Jejich aroma připomíná vůni černého pepře a fenyklu, je však poměrně slabé a koření se přidává spíše z estetických důvodů. Obyvatelé And připravují z plodů slabý alkoholický nápoj, chicha de molle. V Mexiku se plody přidávají do opojných nápojů známých jako pulque. Z kmene pepřovce peruánského se získává vonná pryskyřice, známá jako americký mastix. Používá se jako součást některých laků a má silné projímavé účinky.
Dřevo pepřovce peruánského svými vlastnostmi připomíná dřevo jilmu. Je načervenalé, středně tvrdé a středně těžké, snadno opracovatelné a odolné vůči termitům. Vzhledem k trvanlivosti se používá mj. na kůly ohrad.
Esenciální olej z plodů pepřovce peruánského má antibakteriální působení mj. vůči Alcaligenes faecalis, Klebsiella pneumoniae a Pseudomonas aeruginosa. Rovněž působí proti některým patogenním houbám. Listy odpuzují hmyz.
Šťáva z listů se používá při revmatismu a očních zánětech, extrakt z kůry při průjmech. Pryskyřice hořkokyselé chuti se někdy používá jako drastické projímadlo. Význam v lidovém lékařství má zejména v Mexiku. Rovněž druh S. patagonica je na jihu Jižní Ameriky používán při léčení revma. Pryskyřice druhu S. polygamus je v Jižní Americe používána proti muším larvám napadajícím obratlovce (myiáze).

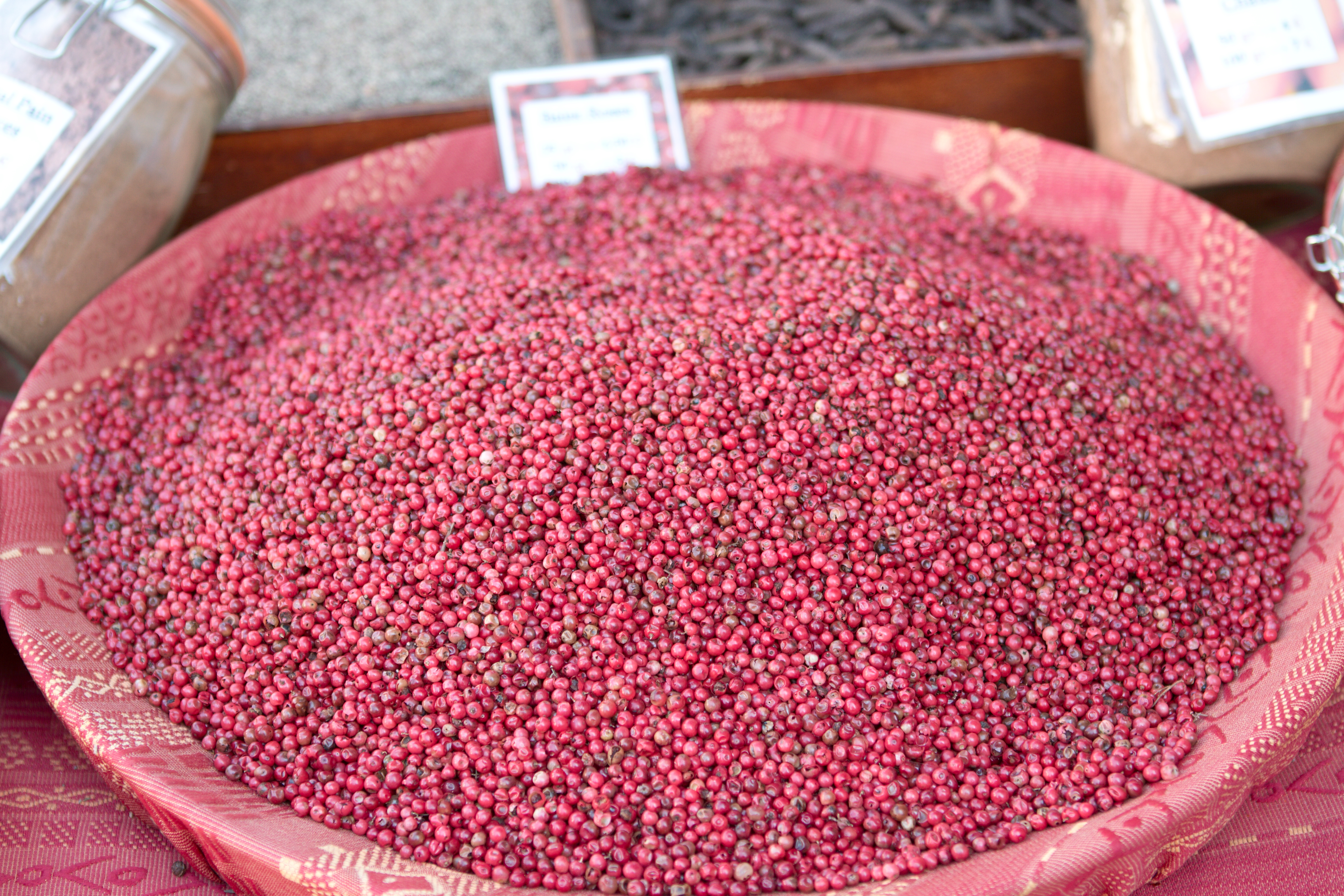
Růžový pepř na trhu ve Francii
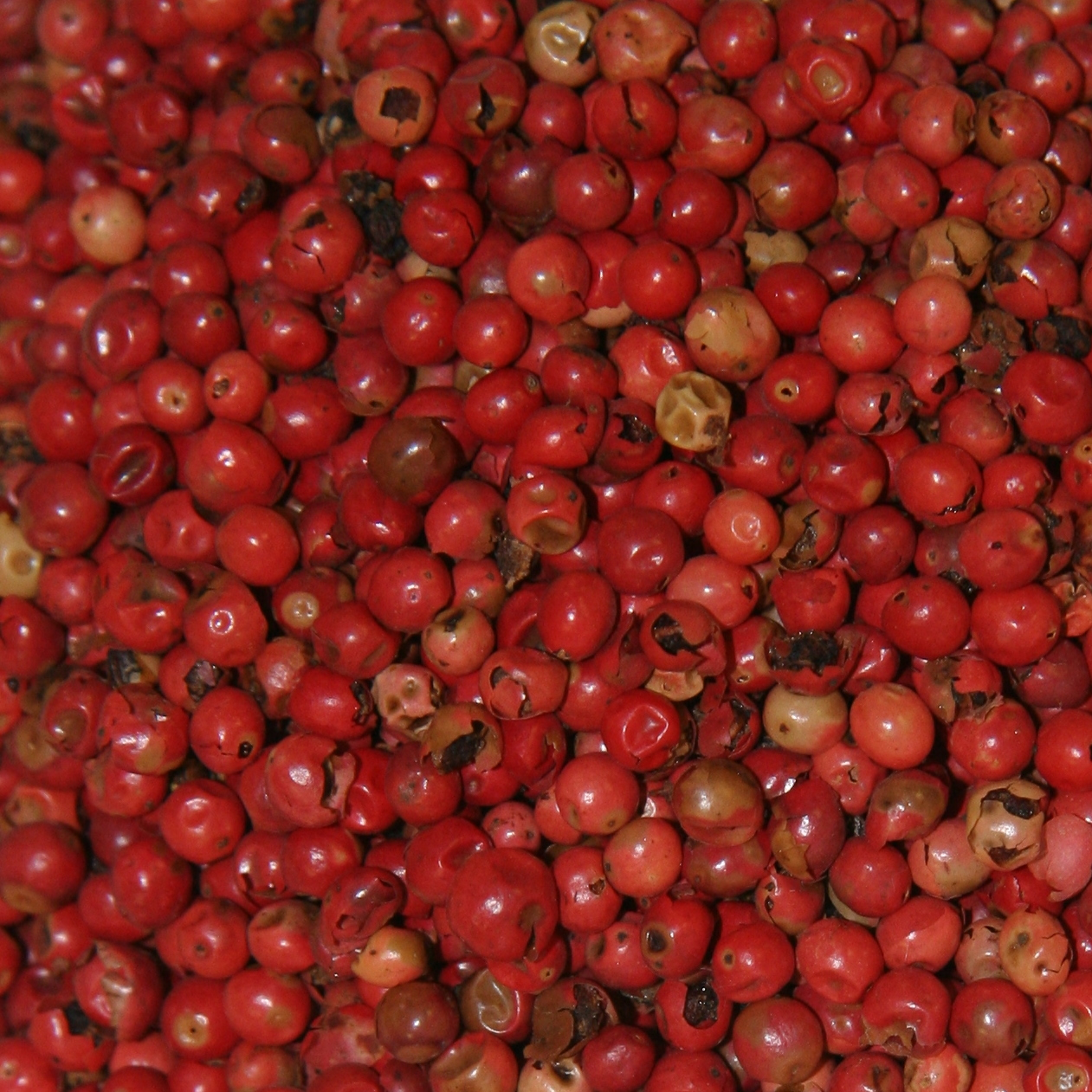
Plody pepřovce brazilského

### Symbol
Pepřovec peruánský je národním stromem Peru.

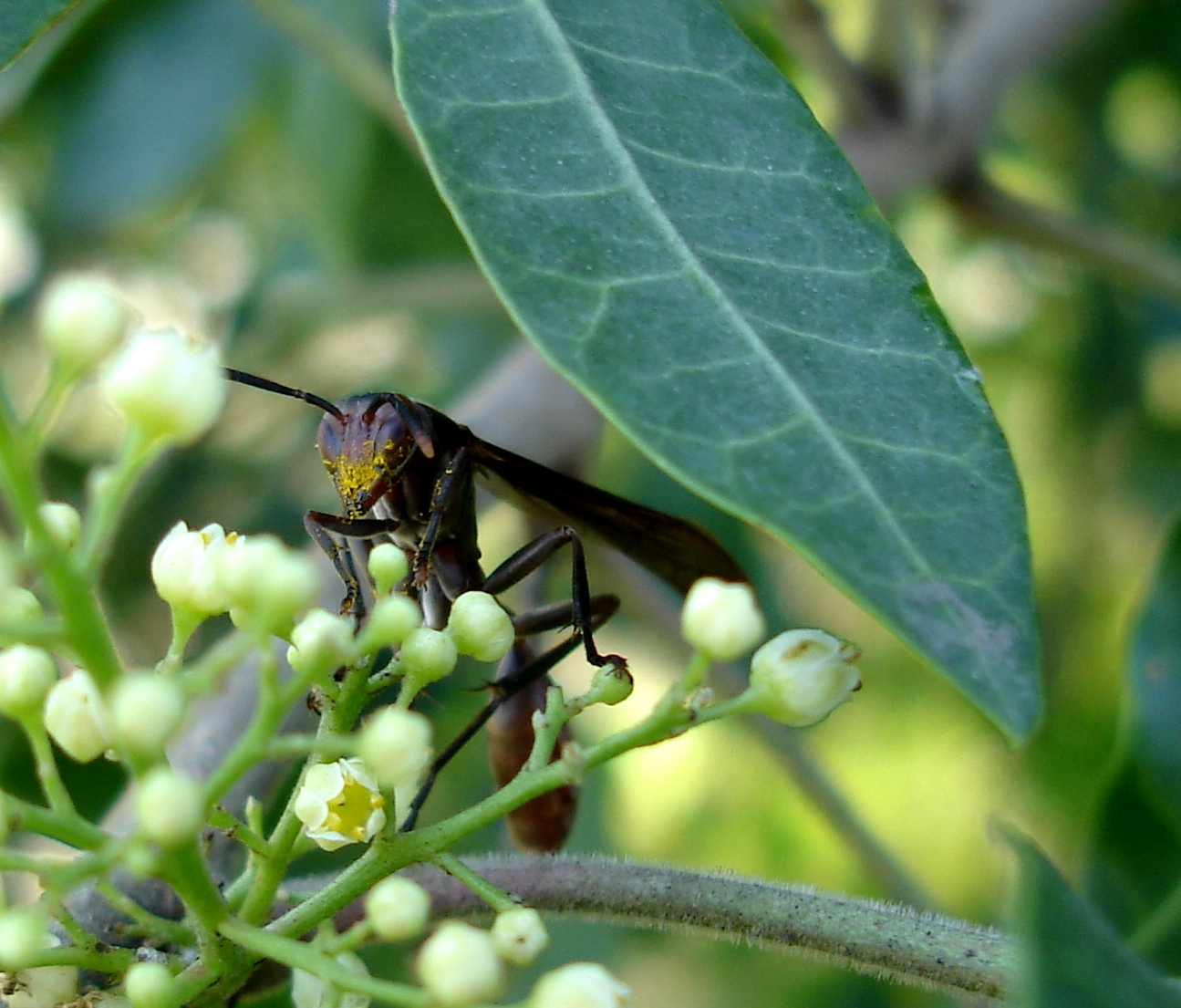
Blanokřídlý hmyz na květech pepřovce brazilského